# Greg Plitt
Greg Plitt (Baltimore, 3 de noviembre de 1977 - Los Ángeles, 17 de enero de 2015)fue un actor, modelo e instructor de fitness estadounidense.

## Carrera
Considerado como un icono del fitness por su cuerpo totalmente trabajado, condujo varios programas de televisión y realizó decenas de publicidades para la televisión de Estados Unidos. Esa imagen la llevó incluso a Hollywood, donde participó en varias películas, como Terminator Salvation y Grudge Match, compartiendo escenas con estrellas como Sylvester Stallone, Robert De Niro y Christian Bale. También sirvió como modelo para el cuerpo del Doctor Manhattan en Watchmen y también en la película Batman v Superman: Dawn of Justice, en el que su cuerpo sirvió como modelo para el general Zod, siendo el homenaje póstumo que le dedicó el director Zack Snyder por haber trabajado también en la anterior mencionada película Watchmen.
Como modelo, se le pudo ver en propagandas de reconocidas marcas como Calvin Klein, Under Armour, Old Navy Jeans u Old Spice, y fue portada de más de 200 revistas, entre ellas, Maxim y American Health & Fitness. Además, fue uno de los pioneros en hacer vídeos deportivos con entrenamientos diferentes y subirlos a Internet, con el fin de motivar a la gente para que realizara actividad física.

## Fallecimiento
Murió el 17 de enero de 2015 atropellado por un tren en Los Ángeles, mientras filmaba una publicidad para MFT28 (una marca de proteínas deportivas de la que él era rostro oficial), donde tenía que aparecer caminando por las vías de un ferrocarril.
Según los testigos, Plitt se resbaló cuando se acercaba el tren de Metrolink, siendo atropellado y muriendo instantáneamente. El sargento Scott Meadows del Departamento de Policía de Burbank aseguró que «no fue un suicidio». Los mismos testigos informaron que el silbato del tren estaba sonando segundos antes de que el modelo estadounidense fuera atropellado.

## Filmografía

### Cine
- 2006: El buen pastor
- 2008: Six Sex Scenes and a Murder
- 2008: Dysmorphia (cortometraje para televisión).
- 2009: Gothic/Claustrophobia (cortometraje).
- 2009: Watchmen Modelo del cuerpo de Dr. Manhattan.
- 2009: Terminator Salvation
- 2013: Grudge Match
- 2015: The Best Thanksgiving Ever
- 2016: Batman v Superman: Dawn of Justice Cuerpo del General Zod (Como homenaje póstumo)

### Televisión
- 2005: Late Night with Conan O'Brien.
- 2007-2008: Days of Our Lives.
- 2011: Paul Cruz: Latin Actor.